# Автокатастрофа в Свердловске (1990)
Автокатастрофа в Свердловске — крушение, случившееся днём в субботу 10 ноября 1990 года в 11:15 в Свердловске, когда на железнодорожном переезде близ платформы Хуторята в микрорайоне Кольцово произошло столкновение автобуса с двумя поездами, в результате чего погибли 16 человек.

## Катастрофа
В тот день в Свердловске стоял небольшой мороз, из-за чего на дорогах был гололёд, но видимость была хорошей. Автобус ЛиАЗ-677М из второго пассажирского автотранспортного предприятия города Свердловска следовал по 29-му маршруту из мкр. Компрессорный в сторону станции Кольцово, вёл его молодой шофёр Калинин. Маршрут следования проходил через железнодорожный переезд, что близ остановочного пункта Хуторята. Это охраняемый переезд, оборудованный шлагбаумами, но в тот день шлагбаум не работал, хотя световая и звуковая сигнализации, согласно показаниям дежурной по переезду, работали исправно. Когда ЛиАЗ подъехал к переезду, то в это время сигнализация работала, информируя, что переезд закрыт и въезд на него запрещён. Перед самым переездом небольшой подъём, и шофёр, опасаясь, что после остановки на гололёде он не сможет тронуться с места, рискнул проскочить его, тем более, что шлагбаум был открыт. К тому же он торопился домой на день рождения сына. Скорее всего, он видел грузовой поезд вдали справа и приближающийся электропоезд слева, но решил, что тот, как обычно, остановится на платформе Хуторята, однако это был скоростной электропоезд № 6703 Тюмень — Свердловск (ЭР1-188 составностью 10 вагонов), единственный, не имевший по расписанию здесь остановки. Когда автобус выехал на переезд, то электропоезд врезался прямо в его середину.
Электричкой автобус потащило вдоль пути, ими был сбит ближайший справа столб контактной сети и автобус разорвало пополам. У первого вагона электропоезда сошла с рельсов передняя тележка в сторону четного пути, но благодаря междувагонным буферам вагон не вышел за габариты пути, что спасло электропоезд от столкновения со встречным грузовым поездом. Встречный грузовой поезд врезался в переднюю часть автобуса (кабина к кабине) и протащил её 20—25 метров вдоль посадочной платформы. Видимо, от этого удара погиб водитель автобуса.
Скорость электропоезда была такова, что он проследовал переезд всеми десятью вагонами, грузовой поезд, видимо, только отправившийся со станции Исток, ехал медленно и его машинист вовремя среагировал на ситуацию, минимизировав последствия настолько, насколько было в его силах.
В результате катастрофы в автобусе сразу погибли 13 человек: 3 (включая водителя) на передней площадке и 10 на задней. Также от полученных травм по дороге в больницу умер 1 человек, в больнице ещё 2. Всего жертвами трагедии стали 16 человек: водитель и 15 пассажиров автобуса.

## Последствия
После катастрофы ряд городских автобусных маршрутов был изменён. Через два месяца после трагедии директор второго автотранспортного предприятия умер от инфаркта миокарда.

## Культурные аспекты
Катастрофа упоминается в романе Алексея Иванова «Общага-на-Крови».